# Secretaría de Estado de Memoria Democrática
La Secretaría de Estado de Memoria Democrática (SEMD) de España es el órgano superior del Ministerio de Política Territorial y Memoria Democrática responsable de impulsar, dirigir y gestionar la política del Gobierno de la Nación en materia de conservación, defensa, fomento y divulgación de la Memoria Democrática en virtud de los principios de verdad, justicia, reparación y no repetición, así como el desarrollo de su normativa de aplicación.

## Historia
La Secretaría de Estado de Memoria Democrática se crea a mediados de enero de 2020 con el objetivo de elevar de rango las competencias en memoria histórica que hasta el momento tenía el Ministerio de Justicia. Con la formación del Segundo Gobierno Sánchez, este transfiere estas competencias al Ministerio de la Presidencia que, aparte de asumir la Dirección General para la Memoria Histórica (ahora renombrada como «de Memoria Democrática»), se crea este órgano superior. Su primer titular, nombrado el 18 de enero de 2020, fue precisamente el anterior director general para la Memoria Histórica, Fernando Martínez López.
En su primer año, diseñó un plan de choque de 1,5 millones de euros para diferentes proyectos de memoria democrática, principalmente para la exhumación de víctimas. En este sentido, en octubre de 2020 reguló las ayudas a la Federación Española de Municipios y Provincias (FEMP) para sus acciones en materia de memoria democrática y, al mismo tiempo, financió directamente otras. En total, con fecha de marzo de 2021, se habían financiado 114 proyectos de exhumación y recuperación de desaparecidos de la guerra civil y la dictadura por todo el país.

### Ley de memoria democrática
En 2022 se concluyeron los trabajos para aprobar una Ley de Memoria Democrática que sustituyera a la Ley de Memoria Histórica de 2007. La norma fue aprobada por las Cortes Generales por mayoría absoluta del Partido Socialista, Unidas Podemos, PNV, EH Bildu, Más País, Compromís y PDeCAT. En contra votaron el Partido Popular, Vox, Ciudadanos, Junts per Catalunya y la CUP. Asimismo, ERC y BNG se abstuvieron.
Desde finales de 2023, el área de memoria democrática fue transferido al Ministerio de Política Territorial, ahora llamado Ministerio de Política Territorial y Memoria Democrática. Por lo que respecta a la Secretaría de Estado, su estructura apenas varió, si bien la Dirección General de Memoria Democrática fue renombrada como Dirección General de Atención a las Víctimas y Promoción de la Memoria Democrática y esta, a su vez, pasó a organizarse mediante dos subdirecciones generales.
En noviembre de 2024, la mencionada Dirección General se dividió en dos nuevos órganos, la Dirección General de Atención a las Víctimas y la Dirección General de Promoción de la Memoria Democrática.

## Estructura
De la Secretaría de Estado dependen:
- La Dirección General de Atención a las Víctimas.
  - La Subdirección General de Apoyo a las Víctimas de la Guerra y de la Dictadura.
- La Dirección General de Promoción de la Memoria Democrática.
  - La Subdirección General de Divulgación de la Memoria.

Como órgano de apoyo y asistencia inmediata al Secretario de Estado, existe un Gabinete con nivel orgánico de subdirección general.

## Titulares
El actual titular de la Secretaría de Estado es:
- Fernando Martínez López (18 de enero de 2020-presente)[15]